# Tate Houston
Tate Houston (30. listopadu 1924 – 18. října 1974) byl americký jazzový saxofonista.
Svou kariéru zahájil jako člen orchestru Lionela Hamptona a později vystupoval se zpěvákem Billym Eckstinem. Během své kariéry spolupracoval s mnoha hudebníky, mezi které patří například Sonny Stitt, Nat Adderley, Freddie McCoy, James Moody, Milt Jackson, Yusef Lateef nebo zpěvák Marvin Gaye. Zemřel v roce 1974 ve věku 49 let.